# Bruay-sur-l’Escaut
Bruay-sur-l’Escaut ist eine französische Stadt mit 11.584 Einwohnern (Stand: 1. Januar 2022) im Département Nord in der Region Hauts-de-France. Sie gehört zum Arrondissement Valenciennes und zum Kanton Anzin. Die Einwohner heißen Bruaysiennes.

## Geografie
Bruay-sur-l’Escaut liegt im nordfranzösischen Kohlerevier an der Schelde (franz.: Escaut), fünf Kilometer nördlich der Innenstadt von Valenciennes und zwölf Kilometer südwestlich der Grenze zu Belgien. 
Nachbargemeinden sind Raismes im Nordwesten und Norden, Escautpont im Nordosten, Saint-Saulve im Osten und Südosten, Valenciennes im Süden, Anzin im Südwesten und Beuvrages im Westen.

## Geschichte
Im Ersten Weltkrieg wurden beide Kirchen gesprengt, während des Zweiten Weltkriegs gab es in der Gemeinde großflächige Zerstörungen.
| Jahr                       | 1962   | 1968   | 1975   | 1982   | 1990   | 1999   | 2011   | 2020   |
| -------------------------- | ------ | ------ | ------ | ------ | ------ | ------ | ------ | ------ |
| Einwohner                  | 12.168 | 12.546 | 12.207 | 11.810 | 11.771 | 11.828 | 12.122 | 11.325 |
| Quellen: Cassini und INSEE |        |        |        |        |        |        |        |        |

## Sehenswürdigkeiten
- Kirche der heiligen Pharaildis mit Brunnen
- Kirche Saint-Adolphe in der Ortschaft Thiers
- Rathaus (Hôtel de ville)

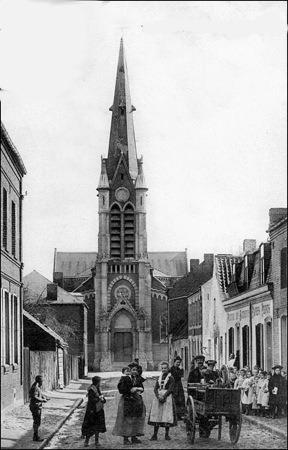
Kirche der heiligen Pharaildis
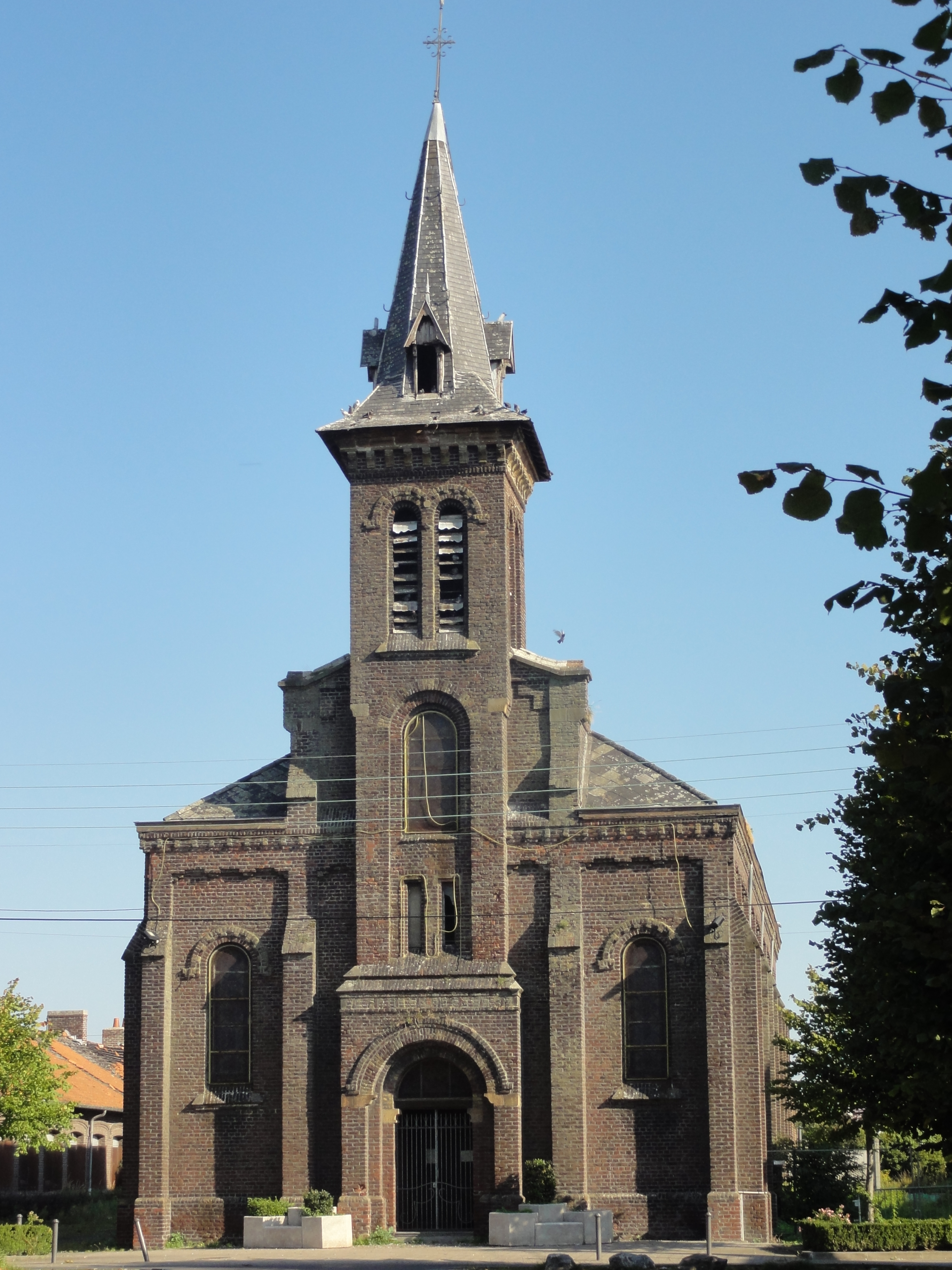
Kirche Saint-Adolphe in Thiers
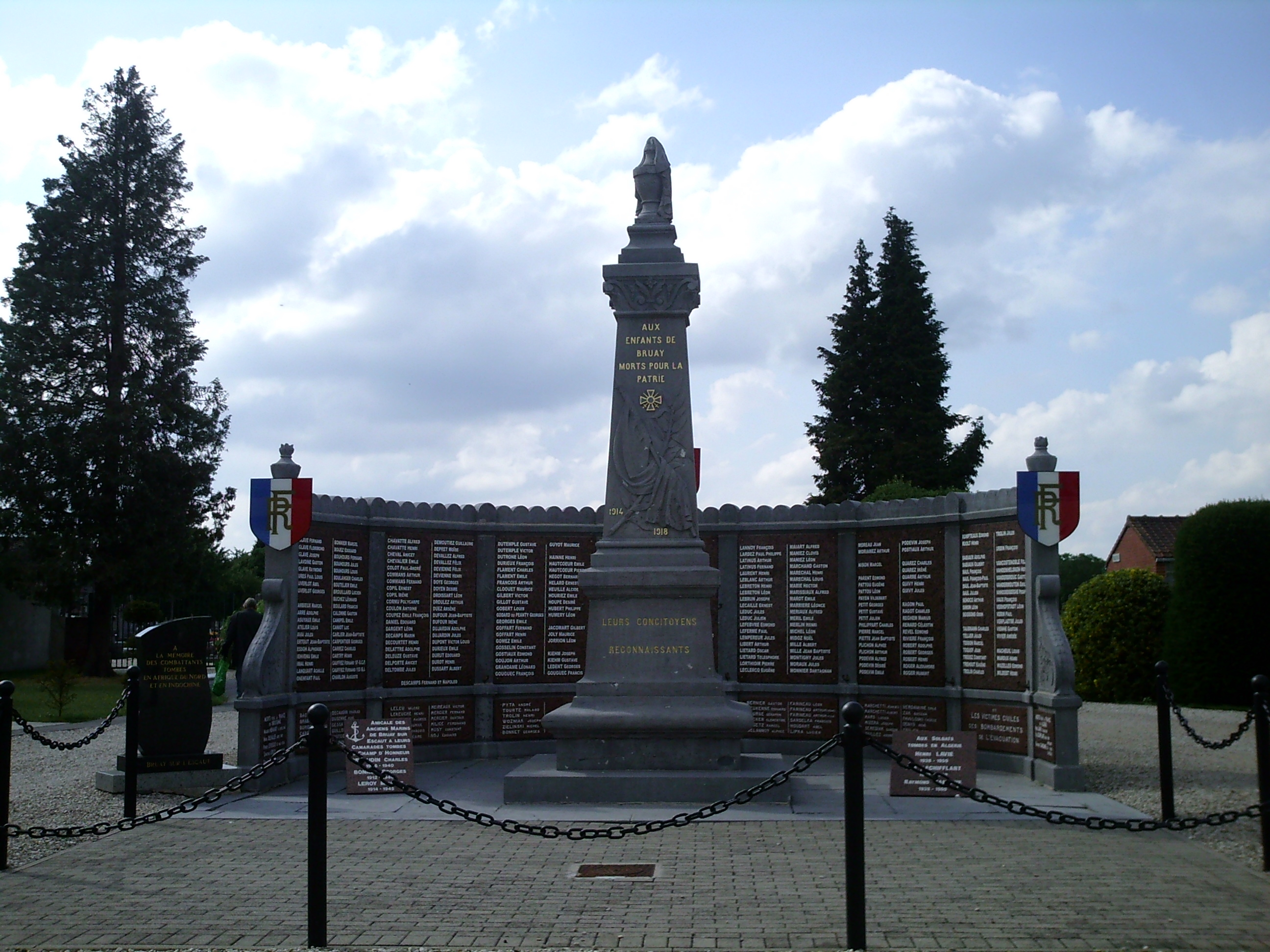
Gefallenendenkmal
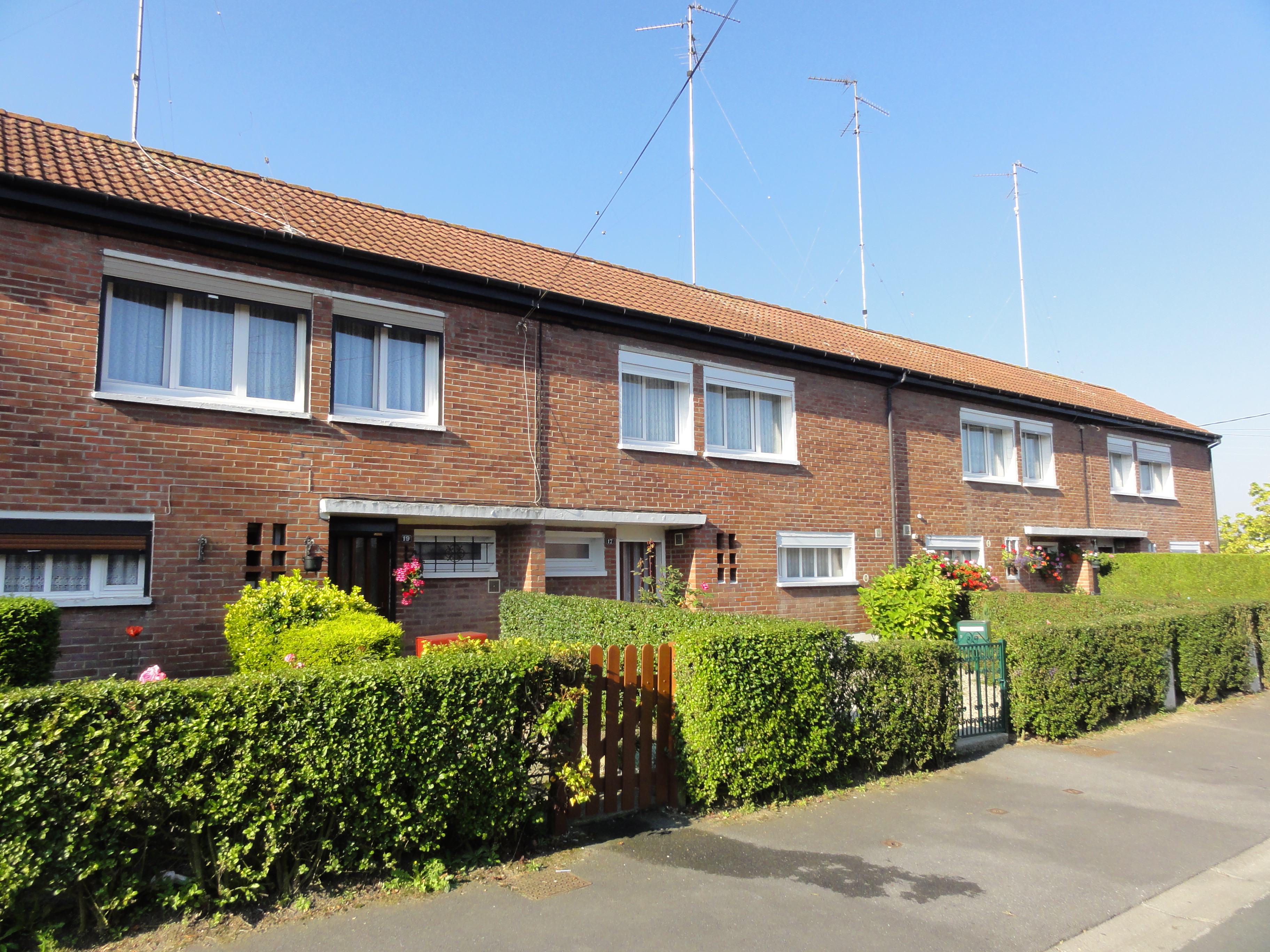
Bergarbeiterhäuser
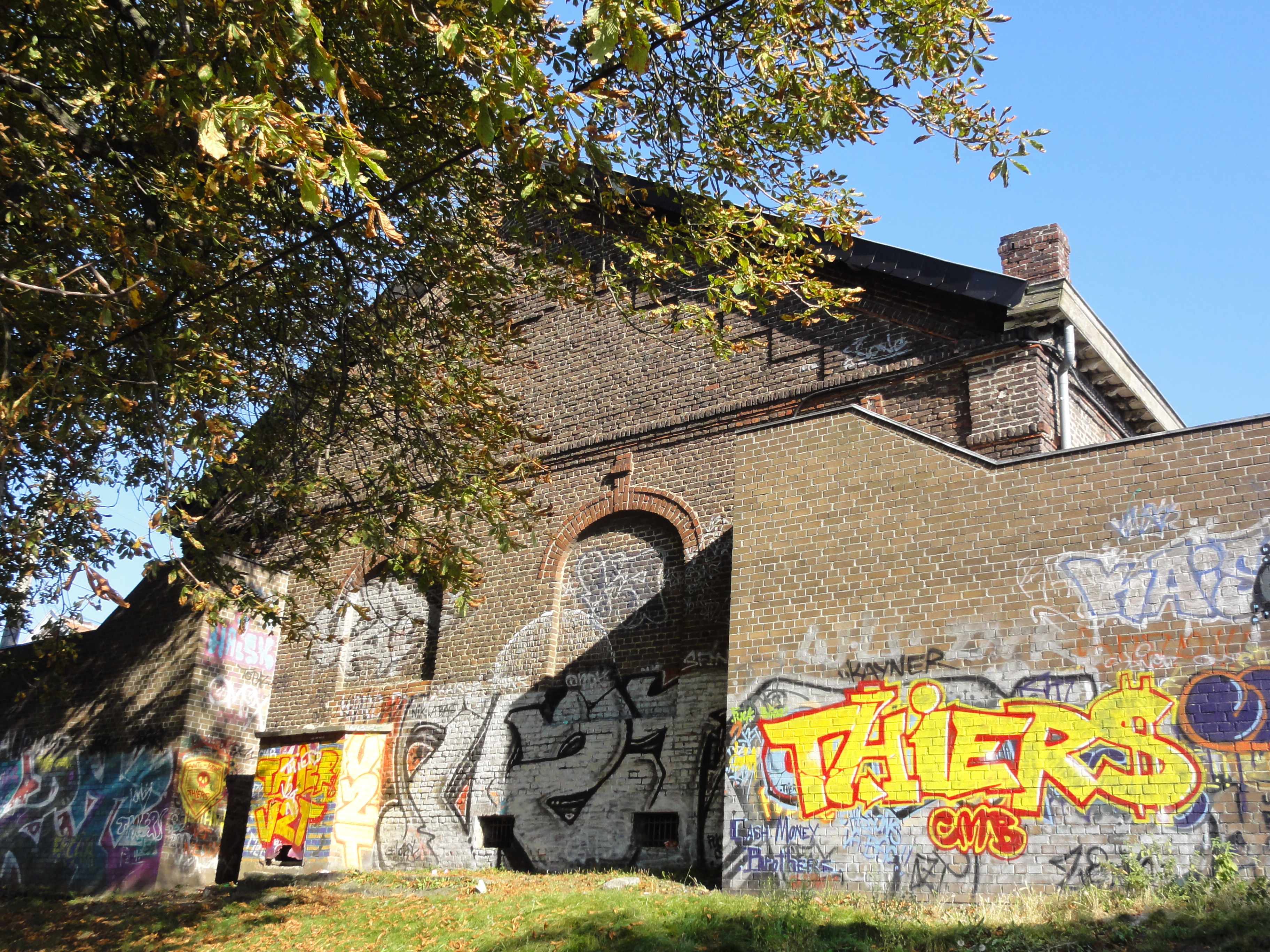
Ehemalige Festhalle der Bergarbeitersiedlung

## Städtepartnerschaften
- Waltershausen, Thüringen, Deutschland, seit 1967
- Nowa Ruda, Woiwodschaft Niederschlesien, Polen